# Alexandre Farnèse (1545-1592)
Pour les articles homonymes, voir Alexandre Farnèse et Alexandre Ier.
Pour les autres membres de la famille, voir Maison Farnèse.
 (août 2014).
Alexandre Farnèse, en italien Alessandro Farnese, né le 27 août 1545 à  Rome et mort le 3 décembre 1592 à l'abbaye Saint-Vaast à Arras est un noble italien de la Renaissance. Troisième duc de Parme et Plaisance, quatrième duc de Castro, et gouverneur des Pays-Bas espagnols, il est l'un des plus grands chefs militaires du XVIe siècle : ses victoires ont contribué à former la configuration géopolitique de la Belgique et des Pays-Bas.

## Biographie

### Origines familiales et formation
Alexandre Farnèse est le fils d'Octave Farnèse (1524-1586), duc de Camerino, Parme, Plaisance, Castro et Ronciglione, préfet de Rome, petit-fils du pape Paul III (1468-1549), et de Marguerite de Parme (1522-1586), elle-même fille naturelle légitimée de l'empereur Charles Quint (1500-1558). Il a un frère jumeau, Carlo, qui meurt jeune.
Tous deux sont baptisés dans l'église Sant'Eustachio en présence de 19 cardinaux et de Paul III. Alexandre a pour parrain Charles Quint et pour marraine Éléonore de Habsbourg, sœur de l'empereur et reine de France en tant qu'épouse de François Ier.
Alexandre passe ses premières années à Parme. De 1551 à 1552, le duché de Parme est l'enjeu d'une guerre qui oppose l'armée française, alliée au duché, et celle de Charles Quint, allié avec le pape Jules III, successeur de Paul III en 1549. Durant cette guerre de Parme, il a l'occasion d'admirer la ténacité et l'habileté militaire de son père et de voir à l'œuvre Francesco De Marchi (1504-1576), commissaire à la guerre et à l'artillerie du duché et expert reconnu en fortifications et technologies militaires.
Il reçoit une bonne éducation : ses précepteurs sont Giuliano Ardinghelli, Francesco Paciotto et Francesco Salomone, qui lui enseignent les matières scientifiques pendant que Francesco Luisino d'Udine lui enseigne les lettres. C'est un élève précoce : à l'âge de 10 ans, il écrit une lettre en latin à son oncle le cardinal Alexandre Farnèse (1520-1589). 

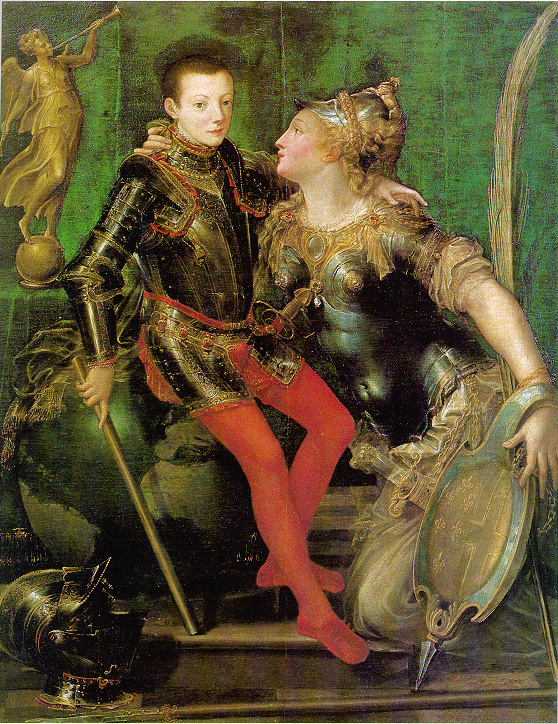
Parme embrasse
Alexandre Farnèse
Girolamo Mazzola Bedoli, 1556
Galerie nationale de Parme

### À la cour de Bruxelles (1556-1559)
Après la guerre de Parme, Octave Farnèse renonce à l'alliance avec la France, au profit de celle avec Charles Quint. En conséquence du traité de Gand signé le 15 septembre 1556 par Philippe II (1527-1598) et Octave, Alexandre doit partir comme otage à Bruxelles, capitale des Pays-Bas des Habsbourg, où réside alors Philippe II, en raison du conflit en cours avec la France (onzième guerre d'Italie). Alexandre quitte Parme en décembre accompagné de sa mère, demi-sœur de Philippe. Son oncle l'accueille chaleureusement et Alexandre en acquiert vite l'estime. Son portrait par Girolamo Mazzola Bedoli date probablement de l'époque de son départ.
Charles Quint ayant abdiqué au profit de Philippe ses couronnes des Pays-Bas en octobre 1555 et ses couronnes d'Espagne en janvier 1556, Philippe est à la fois souverain des Pays-Bas (en tant qu'héritier de Marie de Bourgogne) et roi d'Espagne (en tant qu'héritier des Rois catholiques). La guerre avec la France s'achevant en avril 1559 (traité du Cateau-Cambrésis), Philippe ne veut pas rester aux Pays-Bas. Durant l'été 1559, il nomme Marguerite de Parme gouverneur général (« gouvernante et régente ») des Dix-Sept Provinces, et quitte les Pays-Bas au mois d'août, emmenant Alexandre avec lui.

### À la cour de Madrid (1559-1565)

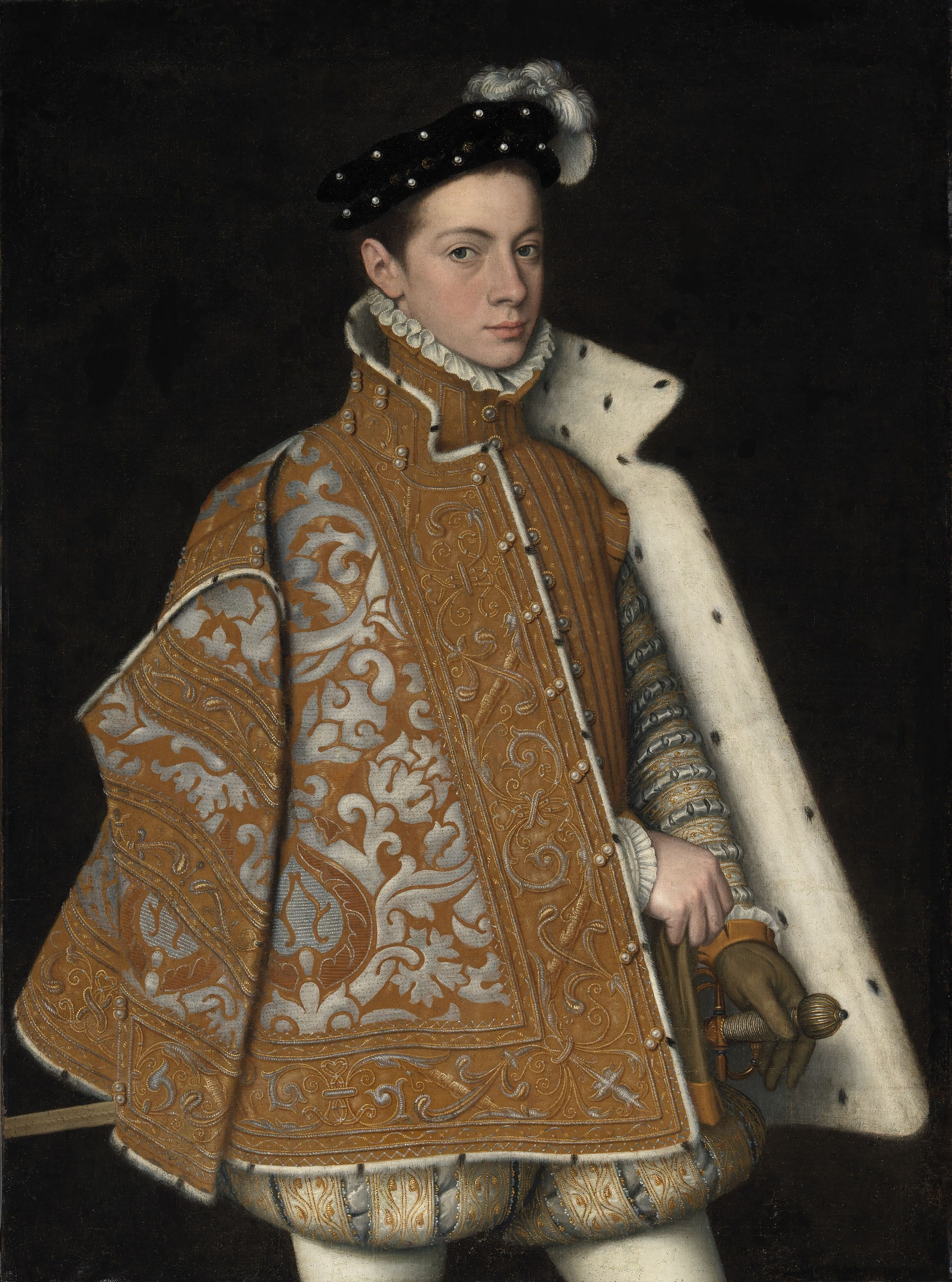
Portrait du prince Alexandre Farnèse, par Sofonisba Anguissola vers 1560.

Alexandre Farnèse reste en Espagne pendant presque six ans. 
À Madrid, Alexandre Farnèse fait la connaissance d'un autre enfant naturel légitimé de Charles Quint, beaucoup plus jeune que Marguerite, don Juan d'Autriche (1545-1578). Alexandre Farnèse a donc le même âge que cet oncle, et ils se lient par une forte amitié qui dure jusqu'à la mort de Juan (1578). 
Alexandre Farnèse suit des cours de philosophie et de sciences à l'université de Alcalá de Henares. À la cour, il est initié aux sciences politiques et est éduqué à respecter l'autorité légitime et la religion.

### Mariage (1565) et retour à Parme (1567-1571)

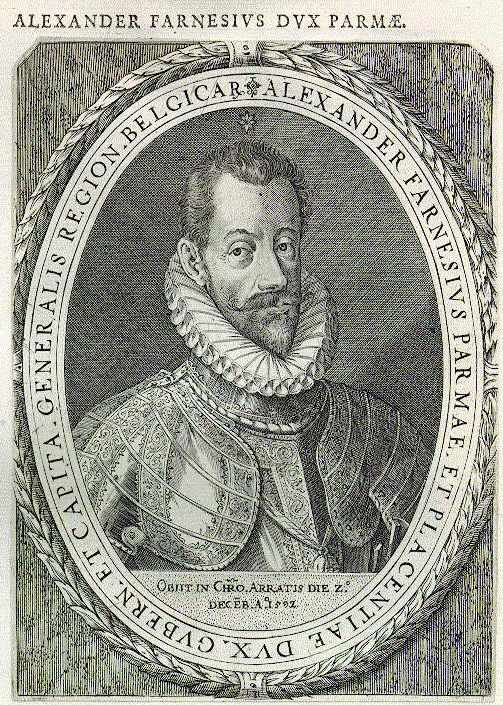
Alexandre Farnèse

Durant cette période, son père envisage de le marier à une Médicis ou à une Este, mais Philippe II est opposé à un mariage avec une princesse italienne. Il décide donc de le marier à une de ses filles, mais c'est alors Marguerite de Parme qui s'y oppose. 
Le choix se porte finalement sur une princesse portugaise, Marie de Portugal (1541-1577), fille aînée de l'infant don Eduardo d'Avis (en), duc de Guimarães, et petite-fille du roi Manuel Ier (roi de Portugal). Leur mariage est célébré à Bruxelles le 11 novembre 1565. 
En 1567, les époux s'installent à Parme. Leur fille Marguerite naît en 1567, et deux ans plus tard, Ranuce, héritier présomptif du trône ducal. Alexandre supporte mal la vie oisive à laquelle il est contraint[réf. nécessaire] ; pour occuper son temps, il fait de l'équitation, de l'escrime et étudie l'art militaire.

### La bataille de Lépante (1571)
Le danger ottoman se fait alors très pressant. En juillet 1570, les Ottomans envahissent Chypre, dépendance de la république de Venise, ce qui déclenche la quatrième Guerre vénéto-ottomane. Ils conquièrent rapidement Nicosie avant de se heurter à la forteresse vénitienne de Famagouste. Atteint par ces événements, le pape Pie V (1566-1572) en appelle à la chrétienté entière pour la création d'une Sainte-Ligue destinée à combattre la flotte ottomane qui devenait peu à peu maîtresse de la Méditerranée.
Le 20 mai 1571, un accord est conclu, don Juan d'Autriche, oncle et ami d'Alexandre, devient le commandant suprême de la flotte et le veut immédiatement à ses côtés. Alexandre Farnèse, pour qui cet appel constitue une opportunité à ne pas laisser échapper, rassemble autour de lui les familles parmesanes et placentines et part rejoindre les troupes de Don Juan à Gênes le 26 juillet 1571, avec un contingent formé de 24 gentilshommes et 300 soldats. 
Du fait de la diversité de la flotte chrétienne, surviennent rapidement de nombreuses difficultés, accentuées par le fait que les amiraux vénitiens et génois sont obligés d'obéir à un commandant âgé de 24 ans sans expérience maritime. Le 1er octobre, la situation explose lorsque l'amiral vénitien Sebastiano Veniero fait pendre des mutins espagnols, empiétant sur la juridiction de Don Juan. Alexandre Farnèse réussit à calmer la colère de son oncle[réf. nécessaire] et à rétablir l'ordre entre les amiraux, alors que les flottes espagnole et vénitienne étaient prêtes à en découdre entre elles. Pour cette intervention, Alexandre Farnèse reçoit les éloges du pape. 
Le 7 octobre, les flottes chrétienne et ottomane combattent dans les eaux du golfe de Lépante, en Grèce. L'issue de la bataille, pendant laquelle Alexandre Farnèse se distingue encore une fois par son courage et son habileté militaire, est favorable à la Sainte-Ligue et met fin à l'expansionnisme ottoman, la flotte ottomane étant presque anéantie.
Le contingent parmesan prend part à la poursuite de la guerre terrestre, et en particulier au siège de Modon en 1573, finalement levé à la suite de l'intervention de la flotte ottomane reconstituée et commandée par Uluç Ali. Lorsque la paix est signée le 7 mars, mettant fin à la quatrième guerre vénéto-ottomane, Alexandre Farnèse retourne à sa vie tranquille à Parme. Le 7 décembre, naît Odoardo, futur cardinal.
Le 8 juin 1577, Marie de Portugal meurt. Cette mort rompt le dernier lien qui unit Alexandre Farnèse au duché.

### Retour aux Pays-Bas (1577)

Alexandre Farnèse

#### La situation des Pays-Bas au cours du soulèvement contre Philippe II (1568-1577)
1577 est l'année de l'arrivée d'Alexandre Farnèse aux Pays-Bas à la demande de Don Juan, gouverneur général depuis 1576. 
Depuis 1568, les Pays-Bas sont en rébellion ouverte contre Philippe II, mais les troubles ont commencé dès 1566 avec le mouvement des Gueux, puis la furie iconoclaste. Ces événements sont le début de ce qui est appelé rétrospectivement la guerre de Quatre-Vingts Ans (1568-1648).
Marguerite de Parme a démissionné en 1567, remplacée par le duc d'Albe, qui échoue à rétablir l'ordre et est rappelé en 1573. Son successeur, Luis de Requesens, meurt prématurément au début de 1576. Pendant quelques mois, les Pays-Bas sont sans gouverneur général : le gouvernement incombe d'abord au Conseil d'Etat, d'où les partisans de Philippe II sont évincés sur la pression des municipalités du duché de Brabant (notamment celle de Bruxelles), soutenues par celles des autres provinces. Des États généraux (irréguliers, puisque non convoqués par le souverain des Pays-Bas, Philippe IV de Brabant) sont réunis qui assument ensuite le gouvernement général, en liaison avec les insurgés dirigés par le prince Guillaume Ier d'Orange-Nassau (1533-1584).
Don Juan n'arrive qu'en novembre 1576 à Luxembourg, au moment où un événement majeur a lieu : le sac d'Anvers (2 novembre) par des troupes espagnoles, dont la conséquence est la formation d'un front uni des provinces néerlandaises contre l'Espagne, à travers la pacification de Gand (8 novembre). 
À ce moment, les insurgés contrôlent largement les provinces du nord, notamment la Hollande et la Zélande, tandis que les États généraux contrôlent les provinces du Brabant et de la Flandre. Don Juan n'est admis à entrer à Bruxelles que quatre mois après son arrivée à Luxembourg. Il s'y sent si peu en sécurité qu'il se réfugie à Namur. 
Durant l'été et l'automne 1577, la situation est donc hors de contrôle pour les forces de Philippe II, qui décide d'envoyer une armée de secours, avec à sa tête Alexandre Farnèse.

#### Chef de l'armée de secours (1577-1578)
Le 15 décembre, Alexandre Farnèse traverse les Alpes et atteint les Pays-Bas à la fin du mois. Sa première préoccupation est de réorganiser l'armée. 
Le 31 janvier 1578, ses troupes remportent la victoire de Gembloux contre l'armée des États généraux, ce qui permet de stabiliser la situation militaire. 
Le 1er octobre 1578, don Juan meurt à Namur ; Philippe II nomme Alexandre Farnèse gouverneur général.

#### Gouverneur général des Pays-Bas
La situation en Flandre n'est pas des meilleures ; la modération d'Alexandre Farnèse s'oppose aux excès calvinistes qui transforment la guerre d'indépendance en guerre de religion. Grâce à ses qualités, il devient un élément de rassemblement entre les catholiques et les protestants modérés qui apprécient sa loyauté, sa modération et la discipline de ses troupes qui ne se laissent jamais aller aux saccages et à des destructions contrairement aux troupes orangistes et françaises.[réf. nécessaire]
Au début de 1579, avec la formation de l'union d'Arras (6 janvier), puis la signature du traité d'Arras (17 mai), les provinces d'Artois et de Hainaut reconnaissent Alexandre Farnèse comme gouverneur, renoncent à leurs aspirations d’indépendance en échange de plus grandes garanties au terme des hostilités. Ce succès diplomatique est cependant limité par la formation le 23 janvier de l'union d'Utrecht des provinces et villes rebelles. Le 29 juin, Alexandre Farnèse réussit à reprendre Maastricht. 
Les deux années qui suivent voient le retour de Marguerite de Parme comme gouverneur de la Flandre[pas clair], nomination qui n’est pas appréciée par son fils, qui considère qu’elle porte atteinte à son prestige et qu’elle est dangereuse pour sa politique de pacification du pays. Philippe II la révoque le 13 décembre 1581. 
En juillet 1581, l'union d'Utrecht proclame la déchéance de Philippe II de ses droits sur les Pays-Bas (acte de La Haye), ce qui est considéré comme le début de l'État des Provinces-Unies, qui font d'abord appel au prince (catholique) François d’Anjou, frère du roi de France Henri III, pour le remplacer. Il est couronné duc de Brabant à Anvers en février 1582, mais ne réussit pas à s'imposer comme chef de l'insurrection. 
François d'Anjou meurt le 10 juin 1584, et le 10 juillet, Guillaume d'Orange, le véritable chef des insurgés, est assassiné par un agent au service de Philippe II.
À partir de ce moment, Alexandre Farnèse enchaîne les succès. Le 17 septembre 1584, il reprend Gand, en mars 1585, Bruxelles et Nimègue. Anvers, assiégée depuis juin 1584, tombe le 17 août 1585. 
La situation se stabilise alors, le nord du Brabant restant aux mains des Provinces-Unies. Le 10 août 1585, la reine d'Angleterre a conclu avec elles le traité de Sans-Pareil, qui initie une longue guerre anglo-espagnole (1585-1604), ne voulant pas d'une reconquête totale des Pays-Bas par les troupes de Philippe II. Même la ville flamande d'Ostende, encore aux mains des protestants, n'est pas reconquise.
Alexandre Farnèse reçoit les insignes de l’ordre de la Toison d'or et la ville de Plaisance lui est restituée par le roi d'Espagne, qui accepte ainsi de lui rendre l’intégralité du territoire de son duché.
Au cours des années qui suivent, Alexandre Farnèse prépare l'invasion de l'Angleterre, dans le cadre du projet de Philippe II de l'« Invincible Armada ». La flotte partie d'Espagne en 1588 subit un échec alors qu'elle stationne devant Gravelines en vue d'embarquer des troupes. Malmenée par les marins hollandais, entraînée en mer du Nord, elle renonce à toute attaque contre l'Angleterre, ce qui améliore grandement la situation des Provinces-Unies.

### Intervention dans la guerre civile en France (1590-1592)

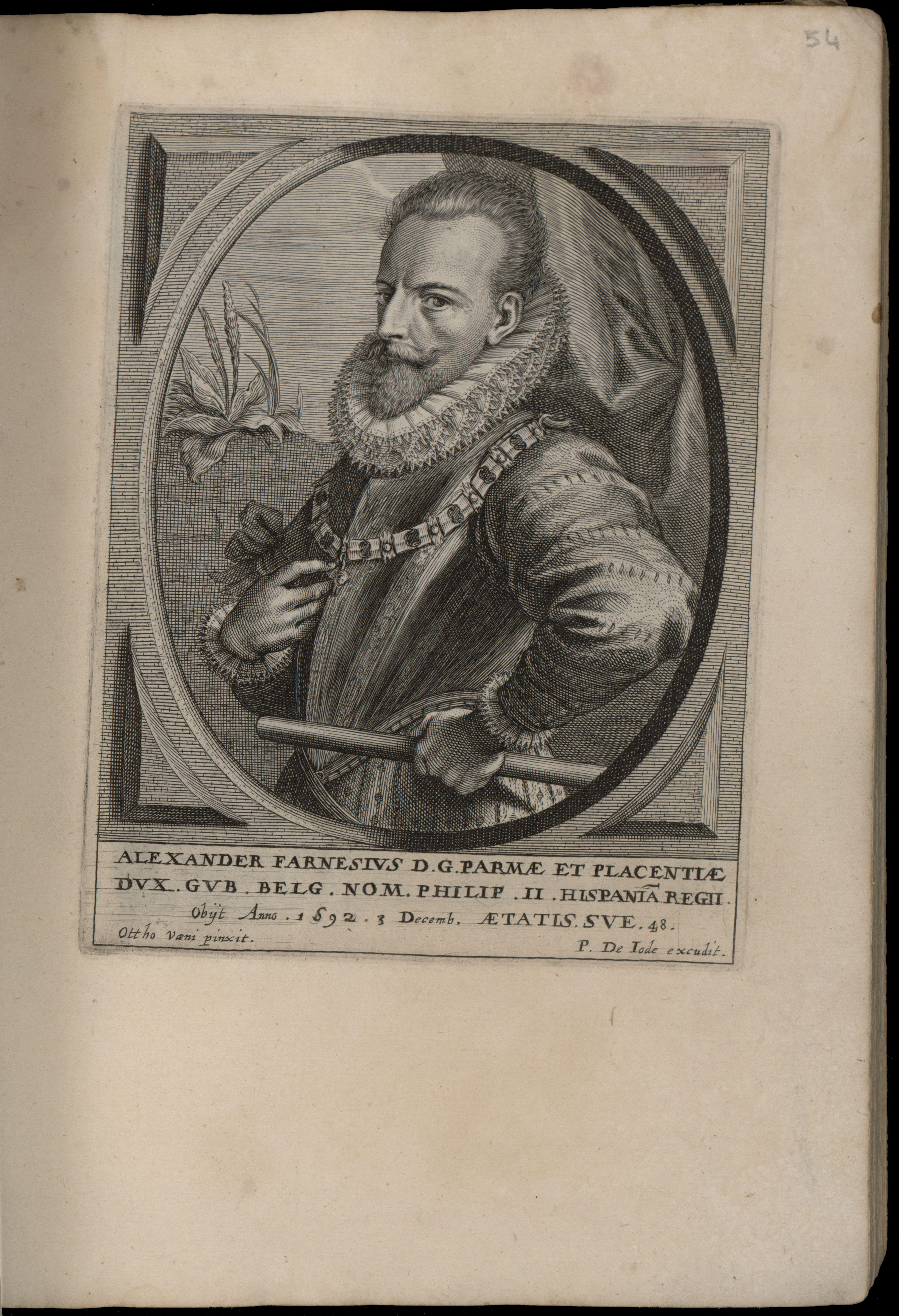
Alexandre Farnèse, en duc de Parme

À la mort de son père en 1586, Alexandre Farnèse devient duc de Parme et Plaisance, mais, ne pouvant quitter les Pays-Bas, il renonce à gouverner son duché, confiant la régence à son fils Ranuce (1569-1622), âgé de dix-sept ans.
À partir de 1590, Alexandre Farnèse prend part à la huitième guerre de Religion (1584-1598), qui oppose en France la Ligue catholique, dirigée par les Guise, et Henri de Navarre, devenu le roi de France Henri IV en 1589, à la mort de Henri III. Philippe II soutient en effet les Ligueurs depuis les débuts de la guerre, espérant pouvoir contrôler le gouvernement de la France au cas où les Guise triompheraient.
En septembre 1590, Alexandre Farnèse quitte les Pays-Bas avec 13 000 hommes, rejoint le duc Charles de Mayenne et oblige l'armée royale de Henri IV à lever le siège de Paris. Il ne se risque pas à affronter le roi de France, se contentant de prendre Lagny, Saint-Maur, Charenton et Corbeil afin d'assurer le ravitaillement de la capitale. Il rentre ensuite aux Pays-Bas, où il doit combattre Maurice de Nassau (1567-1625), fils de Guillaume d'Orange, devenu à son tour stathouder de Hollande et chef de l'armée des Provinces-Unies.
Il intervient de nouveau en France en avril 1592 : le 20 avril, il marche au secours de Rouen, assiégée par Henri IV, avec 18 000 hommes. Le roi de France le repousse d'abord au-delà de la Somme avec seulement 7 000 cavaliers. Farnèse parvient cependant à dégager la ville[pas clair], mais au cours de combats devant Caudebec, est blessé au bras le 25 avril. Malgré la pression des troupes françaises, Alexandre Farnèse réussit à se retirer en bon ordre. Il rentre aux Pays-Bas afin de se rétablir, puis envisage de à reprendre les opérations en France.
À la cour de Madrid, certains ont profité de sa retraite pour l’accuser de manque de loyauté envers Philippe, qui décide de lui retirer la charge de gouverneur des Pays-Bas.

### Mort et funérailles
Sa santé se détériore subitement et il meurt dans la nuit du 2 au 3 décembre à l'abbaye Saint-Vaast d'Arras.
Sa dépouille, habillée de la tenue des capucins, est transférée à Parme où elle est inhumée dans l’église des capucins aux côtés de celle de son épouse. 
La mort lui épargne la nouvelle de la perte de sa charge de gouverneur.
Alexandre Farnèse emporte dans la tombe l'estime de son adversaire même, Henri IV. 
Il laisse les Pays-Bas des Habsbourg définitivement partagés en deux. Les Provinces-Unies sont reconnues par le roi d'Espagne Philippe IV, petit-fils de Philippe II, en 1648, par le traité de Münster. Les provinces du sud restent possession des Habsbourg d'Espagne (Pays-Bas espagnols), puis des Habsbourg d'Autriche à partir de 1714 (Pays-Bas autrichiens), amputées par la France de nombreux territoires sous le règne de Louis XIV.

## Descendance
Alexandre se marie, le 11 novembre 1565 à Bruxelles, avec l'infante Marie de Portugal (1538-1577), fille de Duarte (Édouard), duc de Guimarães et frère des rois Jean III et Henri Ier (de la maison d'Aviz), et d'Isabelle de Portugal-Bragance. Ils eurent trois enfants :
- Margherita (1567-1643) qui deviendra nonne bénédictine après son mariage annulé en 1583 avec Vincent Ier de Mantoue ;
- Ranuce (1569-1622) qui sera le 4e duc de Parme et Plaisance, titré Ranuce Ier ;
- Édouard (1573-1626), cardinal et mécène, commanditaire des peintures de la galerie du palais Farnèse à Rome, par les Carrache.

Après la mort de sa femme, il vint à avoir une fille naturelle de Catherine de Roquoi[réf. nécessaire], une dame des Flandres de la maison de Roquoi : 
- Isabelle Marguerite Farnèse (Isabella Margherita Farnese) (Luxembourg, 1578 - Lisbonne, 1610), mariée à Rouen en avril 1592 (certains contestent le mariage), avec le Portugais D. João de Meneses, le Roux (le Pourpre) (Penamacor, vers 1550 - Madrid, 1604), seigneur du Majorat de Penamacor, colonel de l'Armée espagnole, maître d'armes dans les Pays-Bas espagnols, seul fils et héritier de D. Simão de Meneses (alcade majeur et commandeur de Penamacor, fils des seigneurs de Louriçal)[16], et de sa femme et parente D. Leonor de Castro[17]. Ils ont une seule fille et héritière : 
  - D. Leonor de Meneses (vers 1600 - ?), mariée en Penamacor avant 1630 avec son parent Pedro Álvares Cabral, 13e seigneur d'Azurara (es) et 12e alcade majeur de Belmonte et seigneur de sa maison (vers 1600 - vers 1655), fils de Nuno Fernandes Cabral (vers 1565 - a. 1613), 10e seigneur d'Azurara et 9e alcade majeur de Belmonte, et de sa femme D. Margarida de Meneses (vers 1570 - ?) ; arrière-arrière-arrière-petit-fils en ligne masculine de Pedro Álvares Cabral ; avec descendance, bien qu'éteinte en ligne masculine, dans la famille de Figueiredo Cabral da Câmara (D.), seigneurs du majorat de la Ota, alcades majeurs et comtes de Belmonte et seigneurs d'Azurara, et par bâtardise dans la famille de Brito Cabral de Meneses de Alarcão.

## La citadelle de Parme

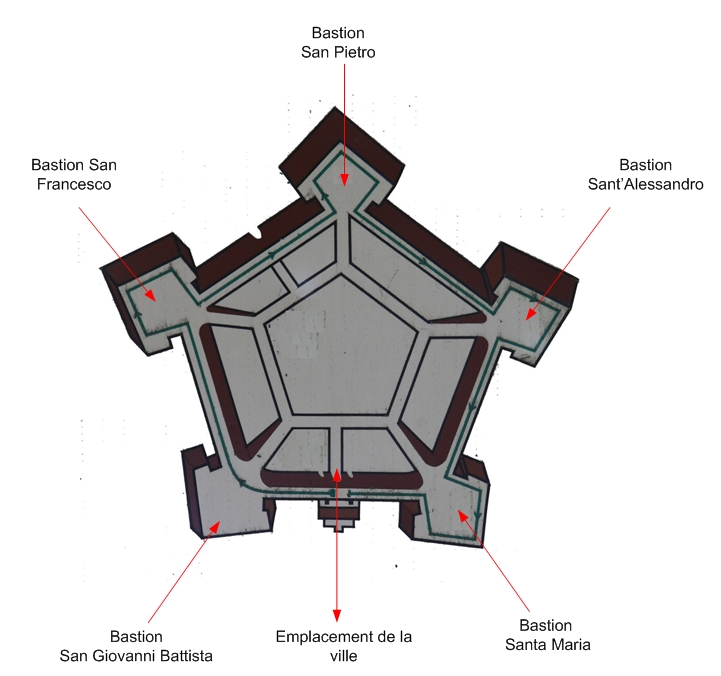
Plan de la citadelle.

La citadelle de Parme fut construite sur les ordres d'Alexandre en limite de l'ancien mur qui entourait Parme afin d'en assurer la défense et en tant qu'emblème du pouvoir ducal. Sa construction fut aussi l'occasion de fournir du travail à une grande partie de la population qui subissait une forte famine. De forme pentagonale, l'architecture s'inspire de la citadelle d'Anvers. Aujourd'hui, elle est devenue un jardin public.

## Curiosité
En 1950, à la demande de Franco, le quatrième Tercio (régiment) de la légion espagnole est créé à Villa Sanjurjo (aujourd’hui Alhucemas), au Maroc et porte le nom d’Alexandre Farnèse (Alejandro de Farnesio en espagnol).

#### En français
- Léon van der Essen, Alexandre Farnèse, prince de Parme, gouverneur général des Pays-Bas, 1545-1592 :
  - I 1545-1578, Bruxelles, Librairie nationale d'art et d'histoire, 1933.
  - II 1578-1582, Bruxelles, Librairie nationale d'art et d'histoire, 1934.
  - III 1582-1584, Bruxelles, Librairie nationale d'art et d'histoire, 1934.
  - IV Le siège d'Anvers, 1584-1585, Bruxelles, Nouvelle Société d'Éditions, 1935.
  - V 1585-1592, Bruxelles, Nouvelle Société d'Éditions, 1937.
- Marie-Charles-Joseph de Terrier-Santans, Campagnes d'Alexandre Farnèse, duc de Parme et de Plaisance 1591-1592, Paris et Rouen, 1888.
- Charles-Albert de Behault, « Le siège d'Anvers par Alexandre Farnèse », Bulletin trimestriel de l'ANRB, n° 307, juillet 2021.
- Marie-Nicolas Bouillet et Alexis Chassang, « Alexandre Farnèse », dans Dictionnaire universel d’histoire et de géographie Bouillet Chassang, t. 1, Librairie Hachette, 1878 (lire sur Wikisource), p. 647.

#### En italien
- Antonello Pietromarchi, Alessandro Farnese l'eroe italiano delle Fiandre, Rome, Gangemi, 1998.
- Giovanni Tocci, Il Ducato di Parma e Piacenza, Turin, UTET Libreria, 1987.
- Emilio Nasalli Rocca (1901-1972), I Farnese, TEA, 1997.
- Edoardo del Vecchio, I Farnese, Rome, Istituto di Studi Romani, 1972.